# Розподіл Росії
Розподіл Росії — теоретико-геополітична робота Юрія Липи. Завершальна книга трилогії («Призначення України», «Чорноморська доктрина», «Розподіл Росії»). Автор подає власні історіософські, культурологічні, геополітичні, етнопсихологічні спостереження та думки щодо стану та перспектив цілісної Росії. Він пропонує розв'язати питання проблеми Росії шляхом її розпаду.
Книга видана 1941 року в Державному видавництві України у Варшаві. Зазначені місця публікація Київ, Одеса, Севастопіль, Керч, Ростів.
Друк книги 1941 року збігся на п'ятдесятиріччя присяги тарасівців на могилі Тараса Шевченка. Дослідник Юрій Липа доводить необхідність політичного розпаду Росії на окремі держави. Він аргументує це історичним призначенням України. У більшій частині книги аргументується географічно-економічна складова, аніж політична необхідність. Книга складається зі вступу, 22 розділів та літератури. Видання неодноразово перевидавалось. Обкладинку видання намалювала дружина Юрія Липи — Галина Липа. Лев Биковський вважав працю незавершеною, хоч автор не погоджувався з цим.

## Історія написання та публікація
На початку 1941 року частина української інтелігенції мали припущення про можливий початок німецько-радянської війни. Політичні партії та осередки хотіли використати цю можливість для відновлення української державності на уламках СРСР.
В цей момент німецька сторона не була зацікавлена в цьому, про що попереджали українців у Варшаві опозиційні до нацистського режиму діячі з Відня. Зокрема Яків Оренштайн сказав, що: «німці 1941 року не є ті самі що були в 1918 році». Через актуальність початку війни Юрій Липа задумав написати свій твір зі сподіванням випередити бачення німецької політики щодо українського питання. За задумом цей твір мав бути планом для влади Третього Рейху з позиції українців.
Робота писалась декілька місяців. А після її розповсюдження по бібліотеках Варшави книга була проблематичним. Наклад частково знищувався. Дружина взяла на себе організаційні питання друку. Фінансував видання Павло Дмитренко, колишній солдат Богданівського полку, а тоді старшина Вермахту. Книга видавалась з нагоди п'ятдесятиліття присяги Братства Тарасівців на могилі Тараса Шевченка. Книга завдяки авторитету та впливу Павла Дмитренка пройшла формальну та фактичну німецькі цензури. Її було видрукувано у Митрополичій друкарні у Варшаві. Спочатку весь наклад тримався у будинку Павла Дмитренка. Юрій Липа та Лев Биковський отримали близько 200 примірників, яку розіслали до Чорноморського інституту та іншим українським суспільно-політичним та культурним діячам.
Павло Дмитренко спробував віддати декілька примірників книги Георгу Лейббрандту. За свідченням Юрія Липи коли німецький урядовець побачив титул та зміст книги в Берліні він сказав «Дурню, ти дурню!». Книга не була в публічному продажі. І лише після німецького захоплення Києва за їх посередництва вдалось віддати та продати на прочитання декілька авторських примірників серед людей міста.
Ситуація розвивалась до 1943 року, коли українським діячам стало зрозуміло, що німці скорше програють війну. Тоді книгу вже було дозволено продавати з арештованого накладу. Лев Биковський брав від свого імені видання та надсилав їх до НТШ у Львові, Юрія Тищенка в Празі, Бориса Тищенка у Відні, Українській книгарні в Станіславові. Сумарно було надіслано близько 2000 примірників. Навесні 1944 року ситуація стала гіршою, тож продажі йшли повільно. Через це Лев Биковський з дозволу друкаря додрукував декілька сотень нових примірників, з продажу котрих вдалось придбати ще близько 200 примірників арештованого накладу та продати додаткові екземпляри. Таким чином весь наклад книги був проданий під час війни.

## Зміст
У вступі Юрій Липа пише, що праця вийшла зі світогляду праць Михайла Грушевського, Симона Петлюри та інших дослідників й політиків України, Сибіру, Середньої Азії, Кавказу та західних земель Східної Європи. Більшість запозичень взято з досліджень Українського Чорноморського інститут та групи дослідників «Вогонь»: Івана Шовгеніва, Лева Биковського. Над зауваженням працював Андрій Жук та Петро Шумовський. Профінансував роботу Павло Дмитренко.
Автор описує своє бачення розподілу Росії з економічного та географічного районування Російської імперії. У переважній більшості він покликався на праці Андрія Семенова-Тянь-Шанського та загострював історичну й природну форму політичного розпаду СРСР на декілька блоків: Московщини, України з Кавказом, Ближню та Далеку Азію. На його думку, розпад Росії це справа «історичного призначення України».

### Погляд на Росію. Селянська політика. Керма Росії. Боротьба ідей

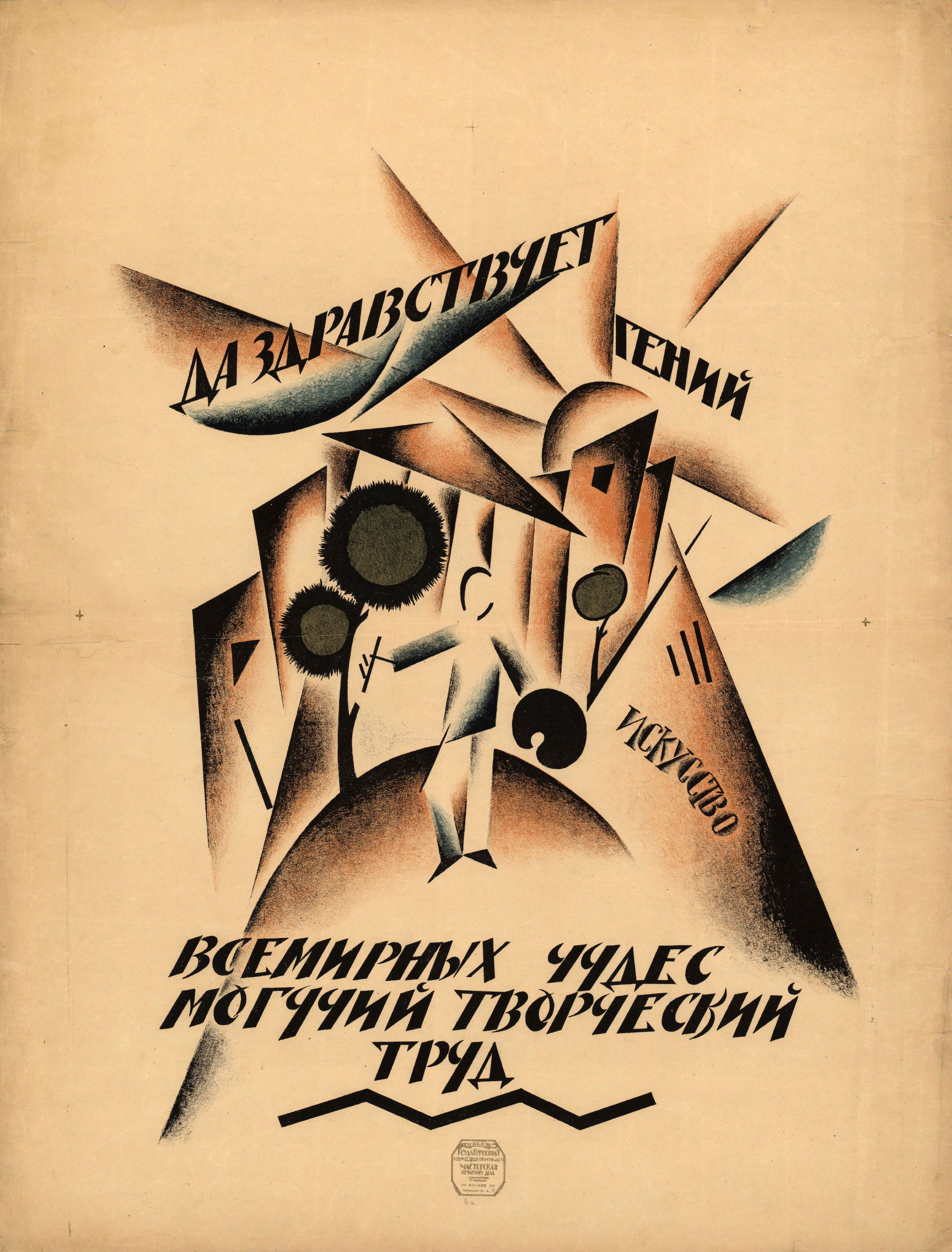
Радянський плакат «Хай живе геніальність всесвітніх див — могутня творча праця». 1920-ті роки

У першому розділі Погляд на Росію вказує, що для людського життя необхідний пошук місця проживання. Для нього люди в великих державах створюють думку, звичаї, традиції, закони та вірування. Важливим елементом є його економіка: стан доріг, торгівлі, промисловості. Юрій Липа ставить за мету оцінити Росію та її спорідненість з територією. На його думку, більшовики не змінили імперської сутності Росії в умовах праці, національних та суспільних інтересів.
Для нього російські народи нечуваних і неприродних експериментів. Він відкидає тезу про те, що Росія оточена бути не може. Заперечує тезу про те, що Росія має надмірну кількість людських ресурсів. Нескінчені війни та поразки 1855 року виснажують Росію. Аргументує тезі про євразійського левіафана, наводячи приклад того, що в 15-20 разів менше припадає промисловості аніж в інших країнах. Велика територія не дає їй промислового успіху. Тезу про необмежені людські ресурси заперечує російсько-японська та Перша світова війни. Причиною він вбачає у надмірному централізмі.
Другий розділ Селянська політика розглядає політику щодо селян в Росії. Він зауважує на нерівноцінне оброблення землі західних та східних землях Росії. Аргументує складним кліматом, який вимагає більшої селянської культури. Підстава російської політики царських часів переліжної системи, де зрубували ліс, а потім його спалювали і цю землю орали. Після орання та низького врожаю російські селяни змінювали місце та ліс, замість його культивації. Такий стан тривав з IX по XVIII століття. За часів Івана III Московія починає мілітарне захоплення територій та збільшує податок на селянство та прикріплення селян до землі принукою.
Ситуація боротьби селянства за свободи від влади продовжується за Петра I, який остаточно поневолив селянство. В XIX столітті російський уряд силою забороняє колонізовувати інші землі. Люди втікають до півдня України, Надволжя та азійської Росії. Юрій Липа порівнює ситуацію з балтійським селянством, яке не мало таких обмежень та стало сильним хліборобським класом. З відмінною кріпосного права державний уряд вважав селянина за неповнолітню дитину, обмеження котрої зняли 1906 року. У 1906-1917 роках частина селян створює хутори або відрубники з можливістю переселення в інші місця.
Після приходу до влади більшовиків на селян припадає продрозкладка. Право на землю скасувалось, але залишилось право на особисто використання. Попри те, що це не можна було продати або дарувати це була приватна власність. Пізніше продрозкладку замінили натуральним сільсько-господарчим податком, згодом грошовим податком. З 1927 року розпочалась колективізація. Добровільно за два роки зголосилось вступити у колгоспи лише 4%. У 1939 році з 275 тисяч сільради під колективізацію потрапило 250 тисяч громад. Юрій Липа зауважує, що колгосп це продовження сільського товариства, який існував за часів Російської імперії.
На його думку, виправити ситуацію з селянством можливо лише за допомогою місцевого капіталу з розвитком виробництва. Грошові дотації не виправлять цей стан.
Розділ «Керма Росії» починає з того, що сутність керівництв Росії це завоювання лояльності армії для розширення територій. У світогляді російських еліт стає найважливішим нові територіальні завоювання. Війна «була божищем імперської керми». Війни вдавалось легко втілити через підтримку населення. З початку існування Російської імперії не було сильних противників воєн. Юрій Липа також пише про реформи церкви в Російській імперії, які призвели до байдужості росіянина в національному чи релігійному питанні з переслідуванням старообрядців.
Він порівнює дії у спустошенні нових завоювань та знищення культури й добробуту російської армії з ісламськими фанатичними завойовниками. У приклад ставить завоювання Криму, коли знищували тисячі античних та еллінських, генуезьких та арабських пам'яток. Завоювання України й знищення бібліотек, архітектури, мистецтва, архівів. На думку дослідника такі дії російської армії пов'язані з легшим управлінням нової території. Автор пише про значну пропаганду слова Росії з часів Катерини II з вигадуванням «російської нації Карамзіним». Пише про те, що з 1815 по 1855 рік Російська імперія політична схожа на військове утворення. Через це вона програла війну 1855 року.
Впродовж століття Росія «вміла тільки воювати і невілювати, а не розвязувати суспільні та національні проблєми». За часів Йосифа Сталіна від 1929 року у радянському союзі пробують запровадити схожу на націоналізм доктрину Олександра III. Де слово «русскій» вживали до інших народностей без національної свідомості». Найгірші наслідки постійної територіальної експансії провал економічної політики. На думку Юрія Липи достатньо однією потужної поразки, щоб в політичному житті вийшли представники інших неімперських партій».

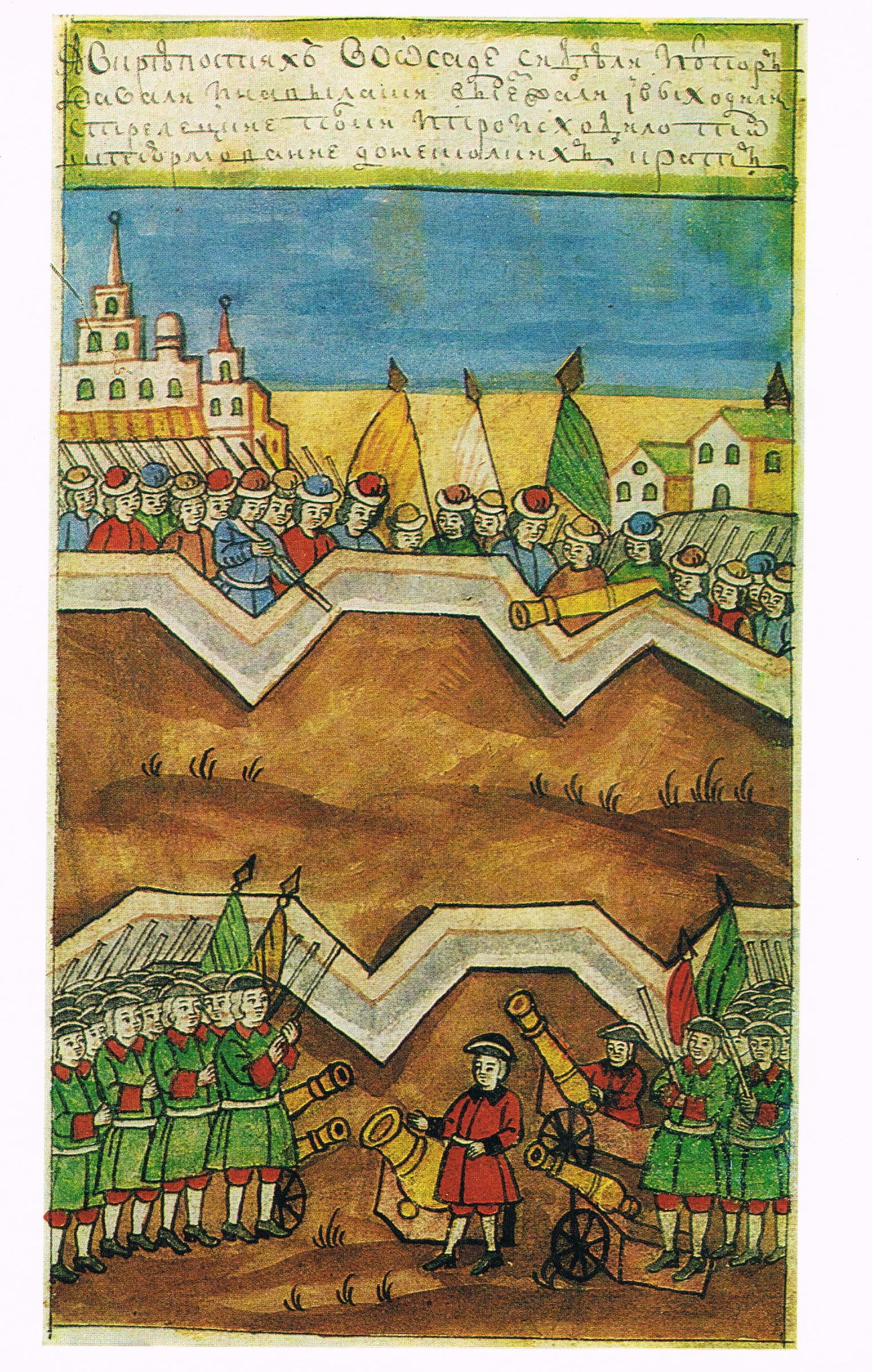
Мініатюра з рукопису першої половини XVIII століття «Історія Петра I» Петра Крекшіна

В четвертому розділі «Боротьба ідей» Юрій Липа показує ідеї, через які гинуть люди довгий час. Друга ідея поширення людей на широке заселення. Він пише, що у російському ідеалізмі було багато ідей-фантомів. Росіяни найменше досліджуваний етнос у Росії. Він є таємничий та вкрай денаціоналізований. Росіяни завжди терпіли економічні обмеження та підвищення податків, обмежувались в торгівлі на користь державної монополії. Волю царя сприймали як вищу волю з єдиним повстанням проти знищення власної релігії. Описує течію никоніянства. Аналізує етнопсихологічний тип росіянина, який не любить свою землю, перебирається до міст, не любить життя та часто має відчай до життя. Оповідає стосунки дворянства, аристократії та інтелігенції з людьми. Завершує описом сталінського бюрократичного апарату, який є маловартісним та аморальним. На думку Юрія Липи росіяни схильні прийняти будь-яку ідею, яка йде від центральної влади.

### Боротьба крови. Поле сил. Пізнання Росії. Московія. Московська політика
В розділі «Боротьба крови» Юрій Липа описує політику асиміляції та змішування етносів в Росії. Він вказує, що генетика підтверджує спостереження етнографів та істориків. Він аргументує це тим, що росіяни добре асимілювали в Киргизстані, Камчатці та Західному Сибіру. Вказує, що українські та польські селяни не селились поруч росіян та вступали в шлюби з ними рідко. Пояснює це генетикою та переваги певних генів над іншими. Вказує на те, що імперський уряд намагався втримати людей в історичній Московії. З 1931 року починається примусова демографічна політика. Він вказує, що можливі чотири осередки росіян, де вони розвиваються зовсім окремо від московського типу росіянина: Північно-Західний, Південний, Північно-Східний та Сибірський осередки.
Розділ «Поле сил» описує нерозвинутий стан торговельних шляхів в Росії. Вказує, на невдалі проєкти будівництва логістики через централізований характер, який не враховує особливості місцевостей на місцях. Вказує, що будівництво залізниць за часів Миколи I мало обмежувальний характер через можливість мобілізації населення проти влади. Кінець російської влади може настати з кінцем централізації. Юрій Липа вказує, що для земель Росії має прийти новий порядок. Описує що, спочатку має бути вирішене питання Східної Європи. Розписує бачення розвалу з економічного питання. Без зменшення території та децентралізації Москва і надалі буде сповідувати агресивну політику.
Сьомий розділ «Пізнавання Росії» присвячений розширення проблематики співіснуваня етносів в Росії, та вказує найбільш готові народи для того. На його думку росіяни неохоче цікавляться самою Росією, а більше Петербурогом чи Москвою. Наводить цитати письменників про незнання Росії. Аргументує про географічний поділ Росії за залізничним типом. Розділ більшприсвячений методології для потенційного поділу Росії за демографічним, економічним, господарським характером.
Розділ «Московія» присвячений росіянам, етногенезу, етнопсилогії, розселенню та співсуванню з іншими етносами. Описує господарський чинник та ставлення до Москви. Автор вказує, що етнолосихолоія росіян пов'язана з централізованою політикою. Зазначає про новогродське, суздальске та південно-західне наріччя. Розписує географію проживання. Робить висновки, щоб без розділу росіян неможливий розвиток органічної політики Московії та її розвиток.
У дев'ятому розділі «Московська політика» Юрій Липа пише, що Нижній Новгород більше підходить на місце столиці, замість Москви. Розписує кордони та її розширення. Виписує життя розкольників та її кількісної статистики проживання, способу життя. Тлумачить термін Росія, Русь, Велика Росія. Вказує, що термін Велика Росія Москва взяла в 1654 року за царювання Олексія Михайловича. Наголошує, що є помилка лише розділу Росії, поки залишаються російські звичаї. Роз'яснює переваги в ресурсному значенні для народів, які проживають на місці промисловості. Робить висновки, що лише новий світогляд та зміст життя може зробити відродження Росії.

### Північна морська путь. Україна. Багацтва Закавказя. Напрямні Европейської Росії

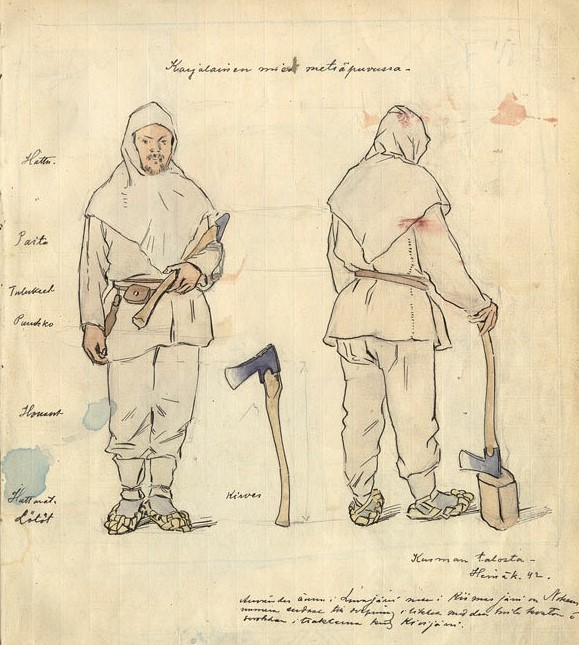
Чоловік-карел носить кукель. 1892 рік

В десятому розділі «Північна морська путь» йде опис економіки та становища північної Росії, яка символізує «нафту». Показує ресурсні багатства корисних копалин, водних ресурсів Якутії. Аргументує доцільність розбудови Мурманська, описує історію будівництва комунікацій Петербургу.
Одинадцятий розділ «Україна» пише про роль України в системі будівництва Російської імперії, історії України в Росії. Вказує на значну роль українців в колонізації Сибіру, постійну колонізацію півдня та на схід від Донецького басейна, Криму. Розділяє Україну на дві зони: хліборобську та промислову. Проблема України в її дорогах. Стратегічно важливо для майбутньої України, щоб Смоленськ та Калуга були не під росіянами.
Розділ «Багацтва Закавказя» описує становище Кавказу. Для Юрія Липи значне богацтво Кавказу в його духовній культурі. Розписує стан корисних копалин в регіоні, нафтових запасів. Це найбільш суперечлива територія Росії. Завершує міркування про роль Кавказу як дорогу до Ірану в транспортній інфраструктурі.
Тринадцятий розділ «Напрямні Европейської Росії» автор пише про сильні сторони національних територій майбутньої розділеної Росії. На його думку, південь та північ мають різне походження. Описує історію та економіку цих етнічних субстанцій. Вони мають бути окремими незалежними держави.

### Азійська політика Росії. Сибірська політика. Сибірська самостійність. Сибірська совітська політика. Будучина Сибіру

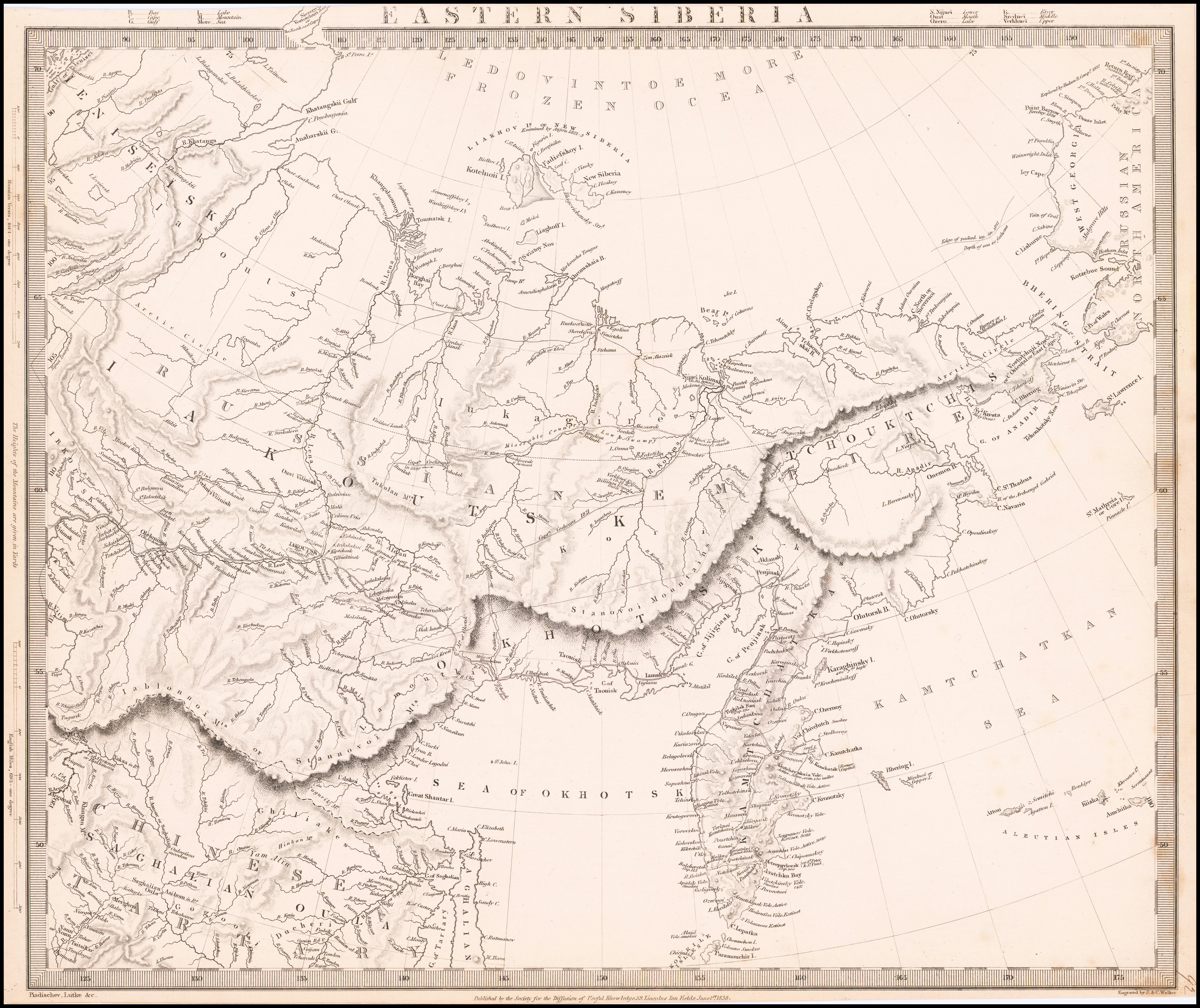
Карта Східного Сибіру 1838 року

В розділі «Азійська політика Росії» Юрій Липа пише, що російська державна політика щодо азійської частини є непередбачена. Автор бачить джерела такої політики в завоюваннях XIV-XVI століть. Початок належить з наступу Біармії в 1597 році. За Петра I починається одночасний наступ за Чорне та Каспійські моря. Описує спробу Павла I зробити наступ на Індію з Францією. Пише про значення сибірської залізниці. Оповідає про причини та наслідки невдалої війни з Японією. Зауважує про конфлікти Росії з Британією за Середню Азію. Визначає лише початковий стан національного питання в цьому регіоні. На думку автора Індія та Китай невичерпані резерви для світової політики Москви. Оглядає політику СРСР щодо Китаю, Афганістану, Ірану. Прогнозує зворотньої політики проти Радянського Союзу з Азії, яка пришвидшила паназійські прицнпипи.
Розділ «Сибірська політика» присвячений огляду Сибіру як окремого регіону Росії, який може претендувати на незалежність, описує історію Сибіру та психотип сибіряків. В шістнадцятому розділі «Сибірська самостійність» автор обґрунтовує тезу про доцільність та спроби окремої держави в Сибіру. На його думка державність у Сибіру є органічна, проте, без сталих традицій. В розділі «Сибірська совітська політика» Юрій Липа зазначає, що комуністичні лідери намагались розділити цілісність Сибіру та централізувати цей регіон, втікання від репресій, земельну політику, промислову.
В розділі «Будучина Сибіру» Юрій Липа пише про наявність природних копалин, описує відмінності сибіряків від росіян, і як це формує їх етнопсихотип. Про значення залізниць для Сибіру, ставлячи в перспективі на льодовий морський шлях. Робить висновок, що сибіряк з натури своєї і краю є іншим від Росії. Тож в перспективі Сибір буде або незалежна або автономна до принципу домінів. Українці не мають мати претензій Сибіру, де вони продивають. Сибір для сибіряків може стати реальним політичним гаслом.

### Далекосхідній край. Шляхи через Монголію і Сінь-Дзян. Опановування Киргізії. Розшматовання Туркестану
В дев'ятнадцятому розділі «Далекосхідний край» за Сибіром йде Забайкалля, Бурято-монгольська республіка, Якутія, Примор'я та Уссурійський край становлять власні геополітичні одиниці із своїм призначенням. Порівняє ці регіони з гральним столом в карти, де грають постійно Росія, Японія та вже США. Описує причини та передумови необхідного продажу Аляски 1867 року. Історію взаємин та політики Росії на Далекому Сході, роль Китаю, необхідність для Японії створення держави на схід від Байкальського озера, з аналізом історії російсько-японських взаємин. Автор пише про радянську політику щодо Маджурії.
В двадцятому розділі «Шляхи через Монголію і Сіньцзян» Юрій Липа описує монголів і бурятів, та їхне минуле. Вплив більшовиків на Монгольську народну республіку, політику, інфраструктуру. Тлумачить значення Сіньцзяну в географічному вимірі. Пояснює геополітичне значення.
У розділі «Опановування Кирігізії» автор пише про передумови до завоювання Киргизстану Росією в XVIII столітті, російську політику до цієї країни, воєнну колонізацію. Для нього Киргизстан та Казахстан єдине ціле. Юрій Липа вказує, що «кирігзи твердий нарід, хоч властиво навіть не нарід в значінню европейському». Описує побут та спосіб проживання киргизів та казахів.
Останній двадцять другий розділ «Розшматовання Туркестану» присвячений місцевості Туркестану з Бухарою, Хівою та Самаркандом. Дослідник пояснює, що це багатий культурний край. Розписує російську царську політику до нього, інфраструктуру, історію. Розписує про захоплення більшовиками Туркестану й радянську політику шодо його мешканців. Робить висновок, що Туркестан схожий з Україною, та вказує, що ідея пантюркізму довгий час не буде домінантою в цьому краю.

## Значення
Праця Юрія Липи «Розподіл Росії» за оцінкою Олега Багана була актуальною під час розпаду СРСР. Вона важлива для розуміння природи й характеру Росії. Від свого початку засування вона її влада є чужою для свого народу. Авторові вдалося описати етнопсихотип росіян в розумінні походження, поведінки. Російські еліти в оцінці Юрія Липи у своїй політиці відтворюють неорганічність, деспотизм, войовничість, грабіжництво, жорсткість та бюрократизм. Після перемоги Москви над Новгородом територія Московщини втратила можливості розвиватись осіло, а отже обрала шлях кочівництва та здирництва. У підсумку поневолені народи Балтії, Білорусі, України, Молдови та Кавказу з Сибіром і Азійською Росією мають бути незалежні від Росії.